# Comuna Askim, Norvegia
Askim a fost o comună din provincia Østfold, Norvegia.